# Convair

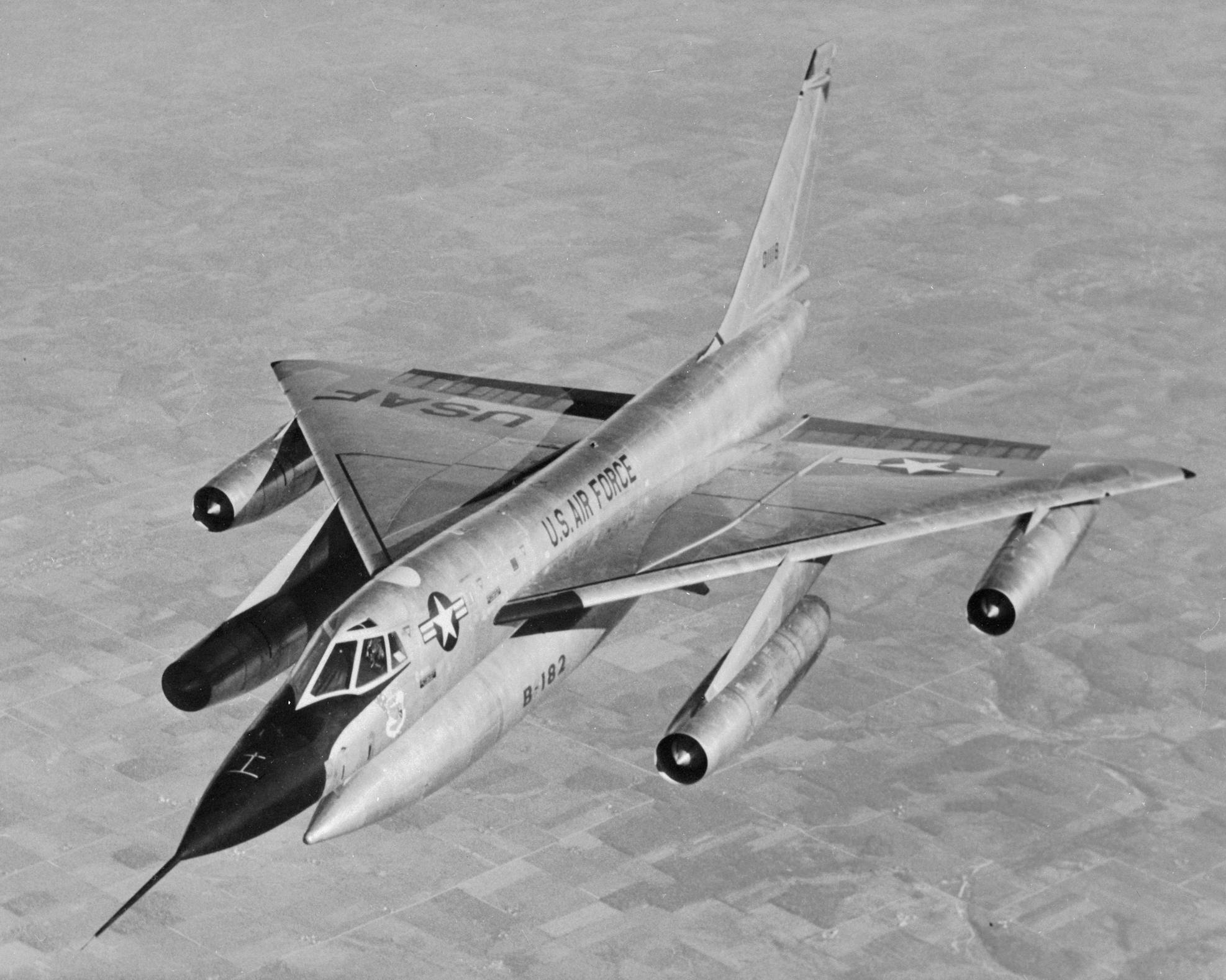
Il B-58, uno degli aerei più famosi della Convair

La Vultee Aircraft Corporation Consolidated, conosciuta universalmente come Convair, era il risultato di una fusione, nel 1943 fra la Consolidated Aircraft Corporation e la Vultee Aircraft, quando divenne il principale costruttore di aerei degli Stati Uniti.
Nel 1954, la Convair si è fusa con la Electric Boat per formare la General Dynamics. Ha prodotto i velivoli fino al 1965, poi ha iniziato a lavorare sui progetti aerospaziali.
Nel 1994 le sue strutture sono state vendute alla McDonnell Douglas e alla Lockheed Martin. Nel 1996 la General Dynamics ha chiuso definitivamente la divisione della Convair.

## I modelli
Modelli prodotti dalla Convair, elencati a partire dall'anno del primo volo:
| Nome               | Designazione interna ditta | Tipo                                                                                      | Primo Volo | Note                                                                                      |
| ------------------ | -------------------------- | ----------------------------------------------------------------------------------------- | ---------- | ----------------------------------------------------------------------------------------- |
| XA-41              | Model 90                   | Assaltatore monoposto monomotore                                                          | 1944       |                                                                                           |
| XP-81              |                            | Caccia a propulsione mista                                                                | 1945       |                                                                                           |
| XA-44              |                            | Progetto per un bombardiere trireattore con ala a freccia negativa, poi ridisegnato XB-53 |            | Rimasto allo stadio di progetto                                                           |
| L-13               |                            | Monoplano da osservazione e collegamento                                                  | 1945       |                                                                                           |
| B-36               | Model 36                   | Bombardiere intercontinentale a propulsione mista                                         | 1946       | Soprannominato Peacemaker                                                                 |
| X-6                |                            | Progetto per un bombardiere pesante a propulsione nucleare                                |            | Rimasto allo stadio di progetto                                                           |
| XB-53              |                            | Ridesignazione del progetto del XA-44 (1948)                                              |            | Rimasto allo stadio di progetto                                                           |
| XB-46              |                            | Bombardiere medio a reazione                                                              | 1947       |                                                                                           |
| Convair CV-240     | Model 240                  | Trasporto bimotore                                                                        | 1947       | Anche designato Convairliner                                                              |
| Model 37           | Model 37                   | Progetto di un aereo da trasporto passeggeri/merci derivato dal B-36                      |            | Rimasto allo stadio di progetto                                                           |
| XC-99              | Model 37                   | Unico prototipo di Model 37 realizzato come trasporto militare                            | 1947       |                                                                                           |
| XF-92A             | Model 7                    | Caccia con ala a delta                                                                    | 1948       |                                                                                           |
| YB-60              |                            | Bombardiere pesante esclusivamente a reazione, evoluzione del B-36                        | 1952       |                                                                                           |
| F-102 Delta Dagger | Model 8                    | Caccia con ala a delta                                                                    | 1953       |                                                                                           |
| F2Y Sea Dart       | Model 2                    | Idrocaccia a reazione                                                                     | 1953       |                                                                                           |
| R3Y Tradewind      |                            | Idrovolante a scafo quadrimotore turboelica                                               | 1954       |                                                                                           |
| XFY-1              |                            | Caccia posacoda                                                                           | 1954       | Soprannominato "Pogo"                                                                     |
| C-131 Samaritan    |                            | Variante del Convair CV-240 in servizio con l'USAF                                        | 1955       |                                                                                           |
| Convair CV-340     | Model 240                  | Variante allungata del CV-240                                                             | 1951       |                                                                                           |
| Convair CV-440     | Model 240                  | Variante della serie CV-240/340 con migliore aerodinamica                                 | 1955       |                                                                                           |
| Convair CV-540     | Model 240                  | Variante turboelica del CV-340/440                                                        | 1955       | I modelli destinati alla Royal Canadian Air Force furono designati CL 66 Cosmopolitan     |
| Convair CV-580     | Model 240                  | CV-340/440 convertiti a turboelica                                                        | 1960       |                                                                                           |
| Convair CV-600     | Model 240                  | CV-240 convertiti a turboelica                                                            | 1965       |                                                                                           |
| Convair CV-640     | Model 240                  | CV-340/440 convertiti a turboelica                                                        | 1965       |                                                                                           |
| B-58 Hustler       | Model 4                    | Bombardiere bisonico                                                                      | 1956       |                                                                                           |
| F-106 Delta Dart   | Model 8-24                 | Caccia con ala a delta                                                                    | 1956       |                                                                                           |
| X-11               |                            | Missile sperimentale, primo prototipo dell'Atlas                                          | 1957       |                                                                                           |
| CV-880             | Model 22                   | Quadrireattore da trasporto civile                                                        | 1959       | Prima di essere designato CV-880 ricevette vari nomi: Skylark, Golden Arrow e Convair 600 |
| CV-990             | Model 30                   | Quadrireattore da trasporto civile, evoluzione del CV-880                                 | 1961       | Designato Coronado dalla Swissair                                                         |
| Convair CV-5800    | Model 240                  | Bimotore a elica da trasporto civile, evoluzione del CV-580                               |            |                                                                                           |